# Govardhan
Govardhan là một thị xã và là một nagar panchayat của quận Mathura thuộc bang Uttar Pradesh, Ấn Độ.

## Địa lý
Govardhan có vị trí 27°30′B 77°28′Đ / 27,5°B 77,47°Đ Nó có độ cao trung bình là 179 mét (587 feet).

## Nhân khẩu
Theo điều tra dân số năm 2001 của Ấn Độ, Govardhan có dân số 18.512 người. Phái nam chiếm 55% tổng số dân và phái nữ chiếm 45%. Govardhan có tỷ lệ 62% biết đọc biết viết, cao hơn tỷ lệ trung bình toàn quốc là 59,5%: tỷ lệ cho phái nam là 70%, và tỷ lệ cho phái nữ là 52%. Tại Govardhan, 17% dân số nhỏ hơn 6 tuổi.